# Béla Kovács (homme politique, 1908)
Pour les articles homonymes, voir Béla Kovács.
Béla Kovács (20 avril 1908 - 21 juin 1959) est un homme politique hongrois, ministre de l’Agriculture de 1945 à 1946 et lors de la révolution hongroise de 1956.

## Biographie
Béla Kovács est né en Hongrie en 1908. Il s’engage en politique et adhère au Parti des petits exploitants (FKGP), parti qui tirait la plupart de son soutien des paysans formant plus de 50 % du pays. Les dirigeants du Parti des petits propriétaires étaient principalement des membres de la classe moyenne et leurs opinions politiques variaient des libéraux aux socialistes.
L’armée soviétique envahit la Hongrie en septembre 1944. Elle met en place un gouvernement alternatif à Debrecen le 21 décembre 1944 mais ne s’empare de Budapest que le 18 janvier 1945. Peu de temps après, Zoltán Tildy (membre du FKGP) devient le Premier ministre provisoire.
Lors des élections de novembre 1945, le Parti des petits exploitants remporte 57 % des voix. Le Parti ouvrier hongrois, désormais sous la direction de Mátyás Rákosi et Ernő Gerő, ne reçoit le soutien que de 17 % de la population. Le commandant soviétique en Hongrie, le maréchal Kliment Vorochilov, refusa de permettre aux Petits Propriétaires de former un gouvernement. Au lieu de cela, Vorochilov a établi un gouvernement de coalition avec les communistes détenant tous les postes clés. Kovács devient ministre de l’Agriculture (1945-1946).
Le Parti communiste hongrois est devenu le plus grand parti lors des élections de 1947 et a servi dans le gouvernement de coalition du Front pour l’indépendance du peuple. Les communistes ont progressivement pris le contrôle du gouvernement et, en 1948, le Parti des petits propriétaires a cessé d’exister en tant qu’organisation indépendante. Le 25 février 1947, les autorités soviétiques arrêtent Kovács pour avoir organisé des « groupes antisoviétiques clandestins » et le déportent en Union soviétique, où il est condamné à 20 ans de prison. 
Kovács a été libéré de prison en 1956. L’insurrection hongroise a commencé le 23 octobre par une manifestation pacifique d’étudiants à Budapest. Le 3 novembre, Nagy annonce les détails de son gouvernement de coalition (troisième cabinet d’Imre Nagy). Il comprenait Kovács, György Lukács, Anna Kéthly, Zoltán Tildy, Ferenc Farkas, Géza Losonczy, István B. Szabó, Gyula Kelemen, József Fischer, Pál Maléter, Zoltán Szántó et István Bibó. Le 4 novembre 1956, Nikita Khrouchtchev envoya l’Armée rouge en Hongrie et le gouvernement de Nagy fut renversé.
Béla Kovács, qui est resté membre du Parlement, est décédé en 1959.

### Source
- (en) Cet article est partiellement ou en totalité issu de l’article de Wikipédia en anglais intitulé « Béla Kovács (homme politique, 1908) » (voir la liste des auteurs).